# Suillia oldenbergii
Suillia oldenbergii – gatunek muchówki z rodziny błotniszkowatych.
Gatunek ten opisany został w 1904 roku przez Leandera Czernego jako Helomyza oldenbergii.
Muchówka o ciele długości około 6 mm. Jej czułki mają prawie nagie aristach. Włoski aristy są krótsze niż szerokość jej nabrzmiałej nasady. Tułów jej cechują nagie: pteropleury, mezopleury, dolna strona i wierzch tarczki oraz hypopleury. Skrzydła odznaczają się silnie przyciemnionymi żyłkami poprzecznymi. Przednia para odnóży samca nie ma na pierwszym członie stóp długich włosków. Narządy rozrodcze samca charakteryzują się endytami o kształcie szerokich sierpów z zaokrąglonymi wierzchołkami.
Owad znany z Niemiec, Włoch, Polski, Czech, Słowacji, Rumunii, południowej i wschodniej Syberii, Dalekiego Wschodu Rosji i Japonii.